# Гацка
Гацка је река понорница у Лици, у Републици Хрватској, дуга 55,4 km.

## Одлике
Извире у југоисточном делу Гацког поља, испод Венца (906 m) на 460 m надморске висине. Вода притиче из још три већа врела (Тонковић, Канципер и Мајерово врело) те неколико мањих врела и притока (Малениште, Беговац, Пећина, Крајновић, Трновац).
Просечан проток на главном изворишту (Тонковић врело) око 6,3 m³/s, након Пећине и Мајерова врела 12,5 m³/s, а на профилу Лука Luka (код Оточца) 15,5 m3/s.
Код Оточца се рачва у два дела. До изградље ХЕ Сењ (1965) леви јој је крак вештачки прокопаним каналом отицао у Горње језеро. а одатло преко слапова у Доње Швичко (Понорско) језеро. Десни ток јој је удолином Дренова кланца отицао до Гусић поља. Мањи се део губио код Гусић градине 430 m, а већи је отицао до Српског поља и понирао испод Водењака на 415 m надморске висине. Део Гацкиних вода избија код Жрновнице, недалеко од Јурјева, као приобално врело и вруље.
Преграђивањем токова уставама Шумечица и Вивозе, те изградњом тунела Горња Швица-Мараси, њене воде (заједно са водама Лике) усмерене су компензацијски басен Гусић поље. Захват је утицао на режим у поречју реке.
Традиционално су се слапови Гацке искоришћавали за пилане, ступе и воденице. На реци у горњем току постоје и узгајалишта рибе у Синцу и Лешћу (пастрмка).

## Флора и фауна
Река Гацка је веома богата флором и фауном. У и око ње расте 25 биљних врста од маховина, алги до стабљикастог биља. Уз 17 водених животињских врста живе поточна пастрмка (Salmo trutta ), калифорнијска пастрмка, штука, липљан, белоноги поточни рак.
Гацка је боравиште и човечјој рибици која живи у дубоким врелима и подручјима вечне таме. Недавно је покренут и пројект смањења популације калифорнијске пастрмке јер је почела озбиљно угрожавати и потискивати аутохтону домаћу пастрмку.

## Слике
- Мајерово врело
- Воденица на Мајеровом врелу
- Тонковићево врело
- Делови воденица на Мајерово врело